# ショッピングセンターチェリオ
ショッピングセンターチェリオ（CHEERIO）は、茨城県鹿嶋市にあるショッピングセンターである。

## 概要
1994年5月、鹿島郡鹿島町（現・鹿嶋市）宮中に伊勢甚ジャスコ鹿島店（現・イオン鹿嶋店）」と隣接する形でオープン。地上3階建て。店舗フロアは1階・2階で、3階は屋上駐車場となる。
核店舗はイオン鹿嶋店で、専門店は55店舗ある。サービスカウンターでは、鹿島アントラーズのホームゲームチケット販売も取り扱っている。
1階フロアは、飲食店・食品店・装飾店が、2階フロアは、喫茶店・衣料品・嗜好品などの専門店がそれぞれ入っている。
過去には、南側平面駐車場（現在の焼肉きんぐ鹿嶋店、スターバックス鹿島店、快活CLUB124号鹿嶋店が所在している場所）に「ドライブシアター」が設置されていた。
チェリオが面する国道124号沿いは、ロードサイド店舗がある。

## テナント

### メインテナント
- イオン鹿嶋店

### 主な専門店
- サイゼリヤ
- 亀じるし
- 珈琲館
- グルメドール
- ミキハウス
- ワイモバイルチェリオ鹿嶋店
- 鹿島ボウル（ボウリング場）
- GIGO（アミューズメント・ゲームコーナー）

## 営業時間
イオン鹿嶋店
- 1階 食料品フロア - 7:00〜23:00
- 1階 寝具・ダイニングフロア	- 9:00〜21:00
- 2階フロア - 10:00〜20:00

チェリオ
- 専門店（以下の店舗を除く）、珈琲館 - 10:00～20:00
- サイゼリヤ 鹿島チェリオ店 - 10:00～22:00
- 鹿島ボウル、宝島 - 10:00～22:00
- 株式会社日本トラベルサービス チェリオ旅行サロン - 10:00～13:00 （金曜～月曜のみ営業）

## ジーコ広場
1階にある「ジーコ広場」には、鹿島アントラーズに所属していたジーコのブロンズ像や直筆の特大サイン、アントラーズに在籍したブラジル人選手のサイン寄せ書きが壁面に設置されている。
普段は休憩スペースとして使われているが、営業時間内に鹿島アントラーズの試合中継がスカパー!で放送される場合は、無料で放映している。

## ポイントカード
「チェリオ」では、独自に「ポイントカード」制度を導入している。隣接する「イオン鹿嶋店」と「鹿島ボウル」などの一部テナントを除き、購入額100円ごとに１ポイント貯まる（一部店舗では、300円で1ポイント）。
500ポイント貯まると、500円として利用可能。「お客さま感謝デー」や「特別ご招待会」などのようなイベントが開催されると、ポイントのレートを変更して実施するセールが開催される。

## 交通アクセス
自動車
- 千葉・成田方面から
  - 東関東自動車道潮来ICから県道101号、国道51号、県道18号と市道を経由して鹿嶋市街へ
- 銚子・神栖方面から
  - 国道124号で鹿嶋市街へ

バス
- 「チェリオ」へは以下の路線が乗り入れを行っている。それぞれの路線とも「チェリオ・イオン」バス停で下車。
  - 鹿嶋市内 - 鹿嶋コミュニティバス（中央線・湖岸海岸線）
  - 潮来・麻生方面 - 鹿行広域バス 『神宮あやめ白帆ライン』
  - 神栖・小見川方面 - 神栖市コミュニティバス	3系統